# Zöbern
Zöbern è un comune austriaco di 1 429 abitanti nel distretto di Neunkirchen, in Bassa Austria.